# カディス湾 (小)

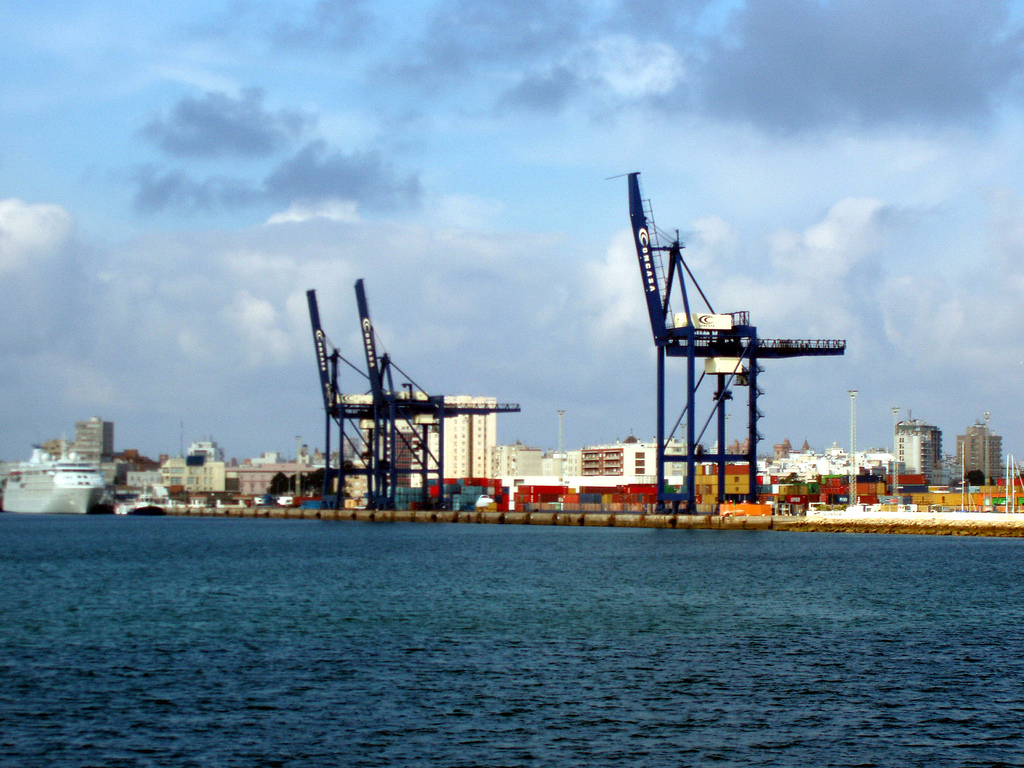
カディス港のクレーン

カディス湾（スペイン語: Bahía de Cádiz）は、スペイン・アンダルシア州カディス県にある、大西洋のコスタ・デ・ラ・ルス（光の海岸）に開けた湾である。イベリア半島南西端部にはスペインとポルトガルにまたがってカディス湾（Golfo de Cádiz）が発達しており、本記事で説明するカディス湾を内包している。スペイン語ではGolfoとBahía、英語ではGulfとBayの単語で区別されるが、日本語ではどちらも「カディス湾」と表記される。

## 地理

### 自然地理
流入する大きな河川としてグアダレーテ川があり、その他の河川としてイロ川、サラード・デ・ロタ川がある。湾内には巨大な湿地や三角州が形成されており、カディス湾自然公園という法的枠組みの下で自然が保護されている。
カディス湾内には以下の自然地理的要素がある。プエルト・レアルとカディスを結ぶカランサ橋によって、カディス湾は内側（南側）と外側（北側）に分けられている。
カディス湾は2002年にラムサール条約登録地となった。
カディス湾北部
- グアダレーテ川 : カディス県北部の大部分から集水する河川。
- サン・ペドロ川（スペイン語版） : グアダレーテ川の旧河口。
- バルデラグラーナ海岸（スペイン語版）
- レバンテ海岸（スペイン語版）

カディス湾南部
- カディス湾自然公園（スペイン語版） : 特に鳥類を中心とする重要な動物相を持つ塩水湿地。
- カチューチャ海岸（スペイン語版） : 人工ビーチ。干潮時には干潟となる。
- トロカデーロ島（スペイン語版） : 無人島。満潮時には完全に水中に沈む干潟。

### 人文地理
沿岸には北から時計回りに、ロタ、エル・プエルト・デ・サンタ・マリーア、プエルト・レアル、サン・フェルナンド、カディス県の県都であるカディスの自治体がある。
歴史的に戦略的価値の高いジブラルタル海峡やジブラルタル湾の北西93km、内陸部のコルドバやセビリアなどの大都市を流れるグアダルキビール川の河口の南約30kmの距離にある。これらの特性から、カディス湾には歴史的に重要な施設が築かれた。カディス湾は長らく文化活動の中心地でありつづけている。

#### 港湾
カディス湾にあるすべての港湾はカディス湾港湾局の管轄下にある。もっとも重要な港湾はカディスにあるカディス港であり、カナリア諸島とスペイン本土を結ぶ船舶はこの港に集まる上に、コンテナターミナルも有している。2番目に重要な港は貨物専用港のプエルト・レアル港であり、近い将来に拡張が計画されている。エル・プエルト・デ・サンタ・マリーア港は漁港・商業港である。ロタの町にはマリーナがあるが、サン・フェルナンドには埠頭があるのみである。
カディス湾は沿岸自治体の水上交通ネットワークを有しているスペイン唯一の都市圏であり、2011年にはカディス港とエル・プエルト・サンタ・マリーア港間、ロタ港とカディス港間で毎時に出港する定期船が運行されていた。

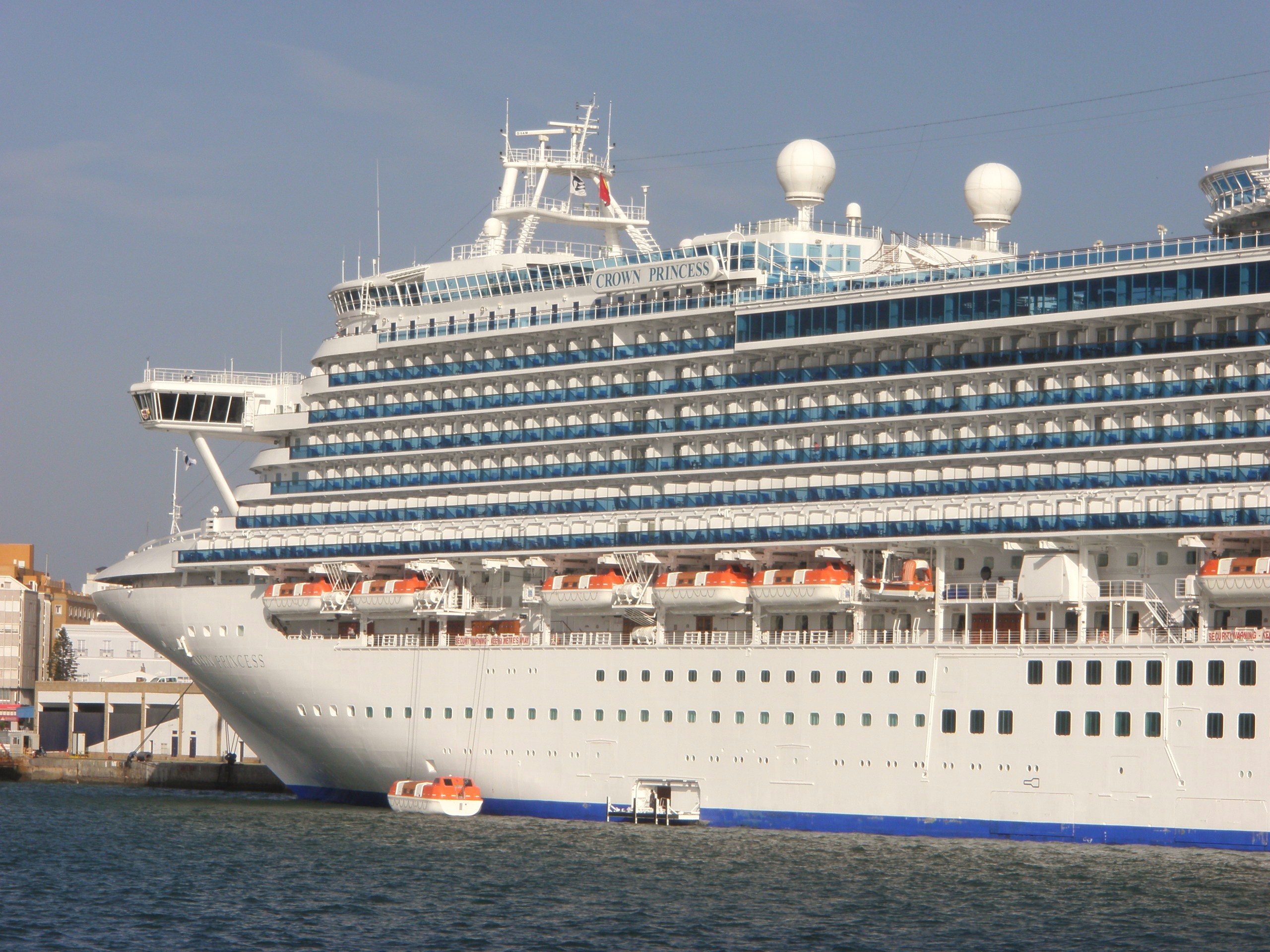
カディス湾に寄港したクラウンプリンセス
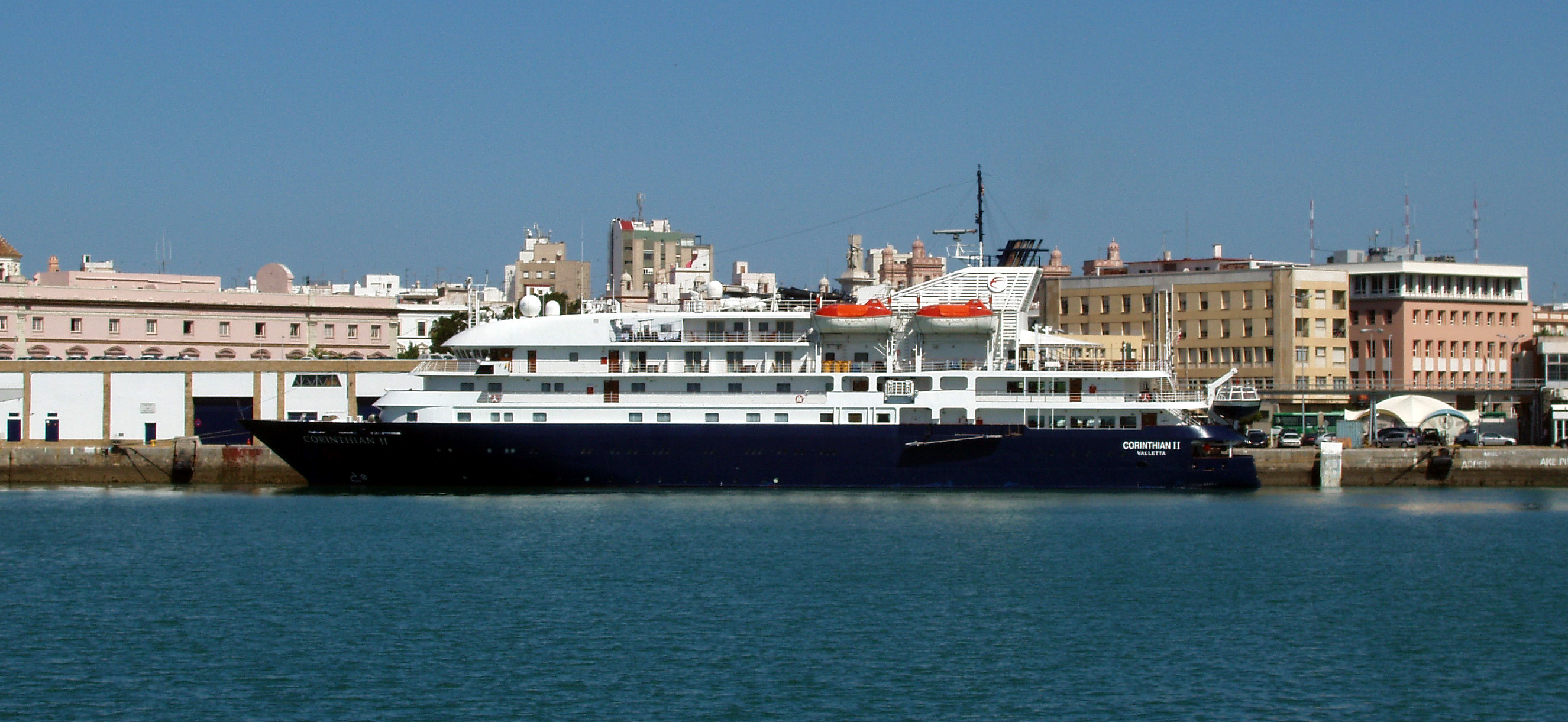
カディス湾に寄港したコリンシアン II
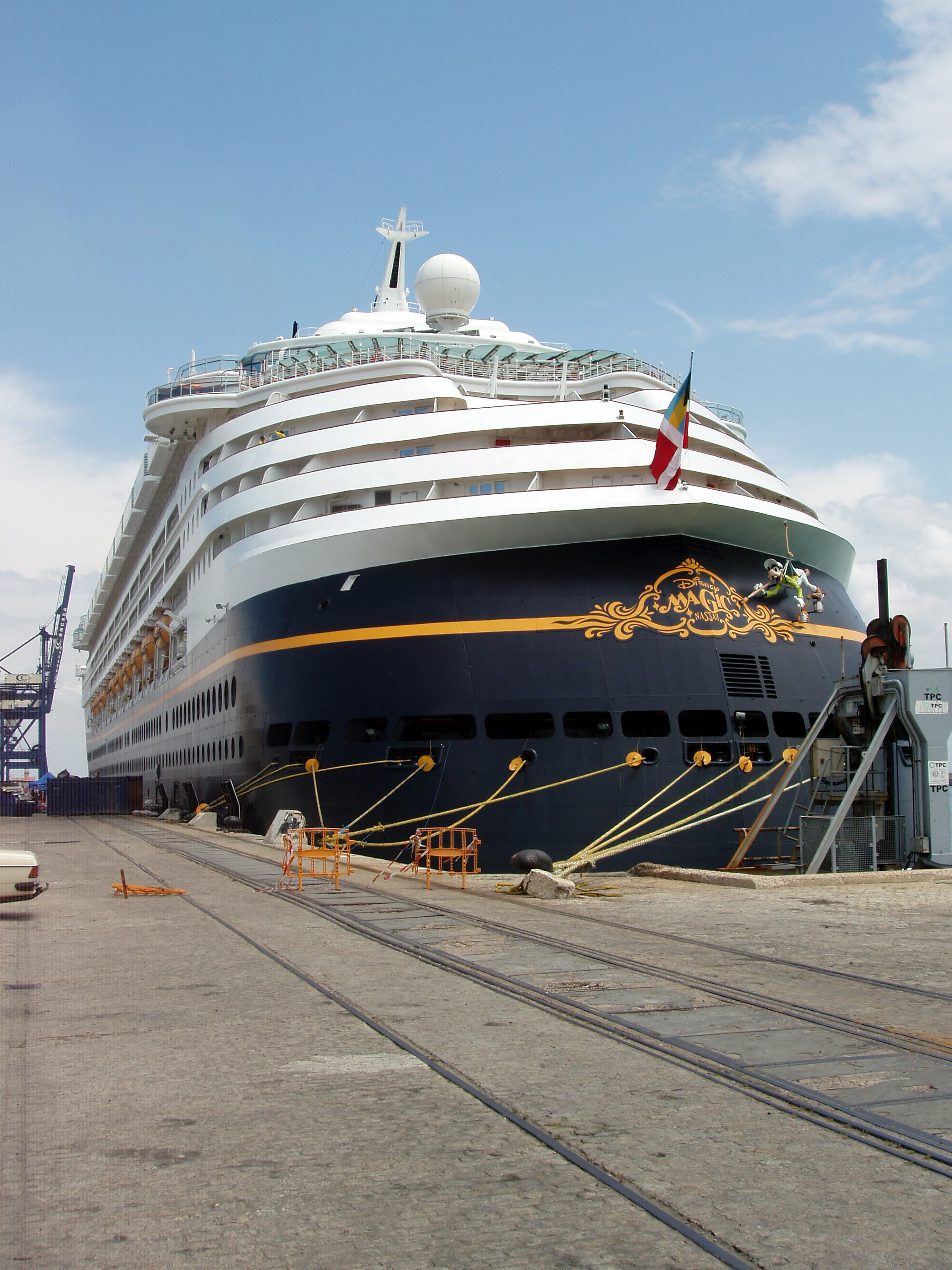
カディス湾に寄港したディズニーワンダー
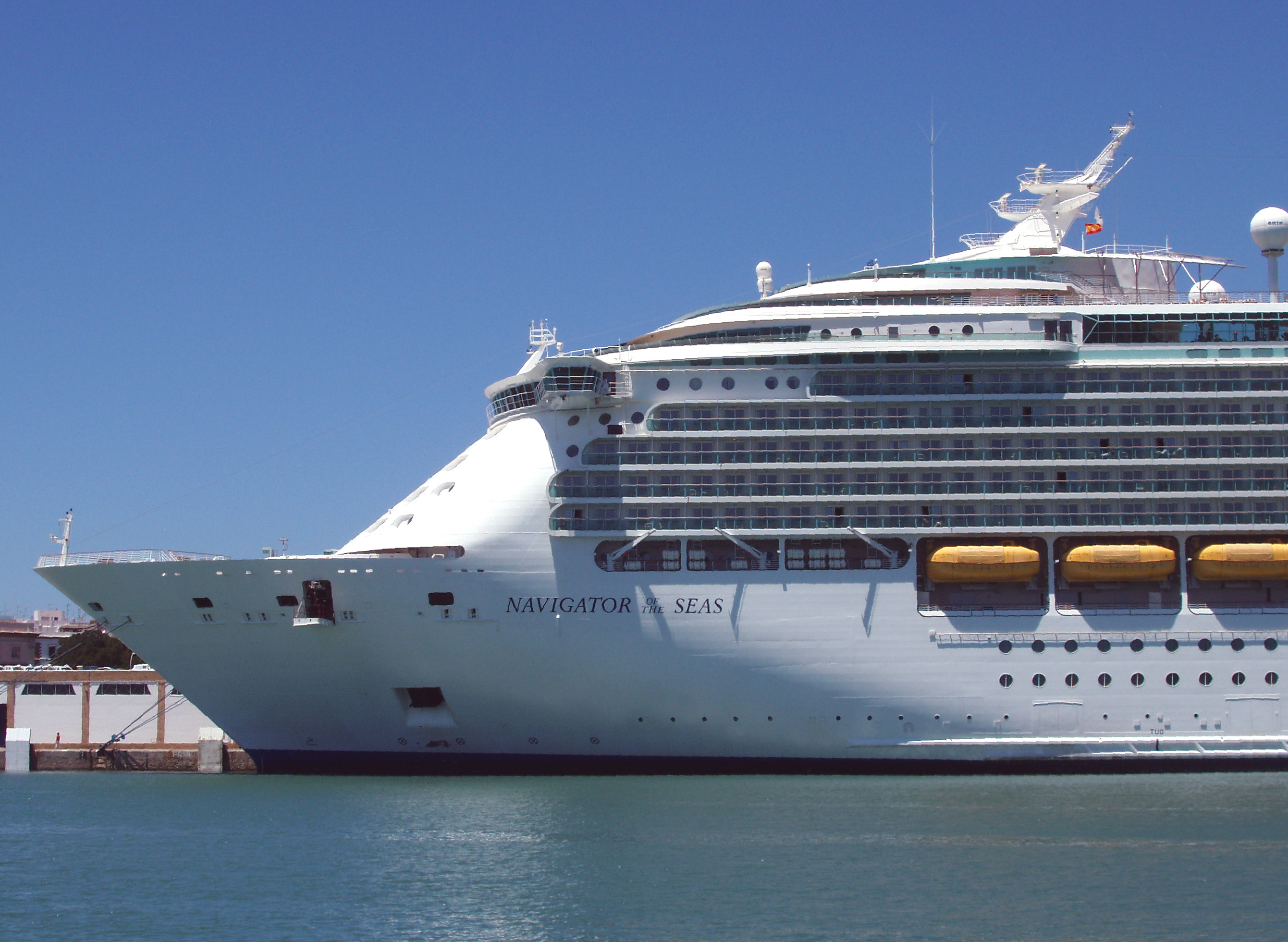
カディス湾に寄港したナビゲーターオブザシーズ

## 歴史
カディスの町は紀元前1,100年頃にフェニキア人が植民し、紀元前500年頃にカルタゴ人が、紀元前3世紀ごろにローマ人が、4世紀頃に西ゴート人が占領した。8世紀初頭にはイスラーム教徒が支配したが、1262年にキリスト教徒によって奪還された。16世紀から18世紀には、セビリアに代わってスペイン帝国の新大陸貿易の拠点となったが、港湾としての重要性が増したことでイギリスやフランスなどにたびたび占領された。
カディス湾の古代地形学は1997年まで、4世紀にアウィエヌスがラテン語で書いた地理誌『Ora marítima』に主に基づいていた。この地理誌では古代のカディスは現在のカディスとは異なり、本土から離れた群島であったとしている。1997年にはカディスの歴史的進化を解明するための科学的研究が開始された。この研究によって新石器時代の集落や古代のカディス旧市街の存在が確認された。

古代のカディス
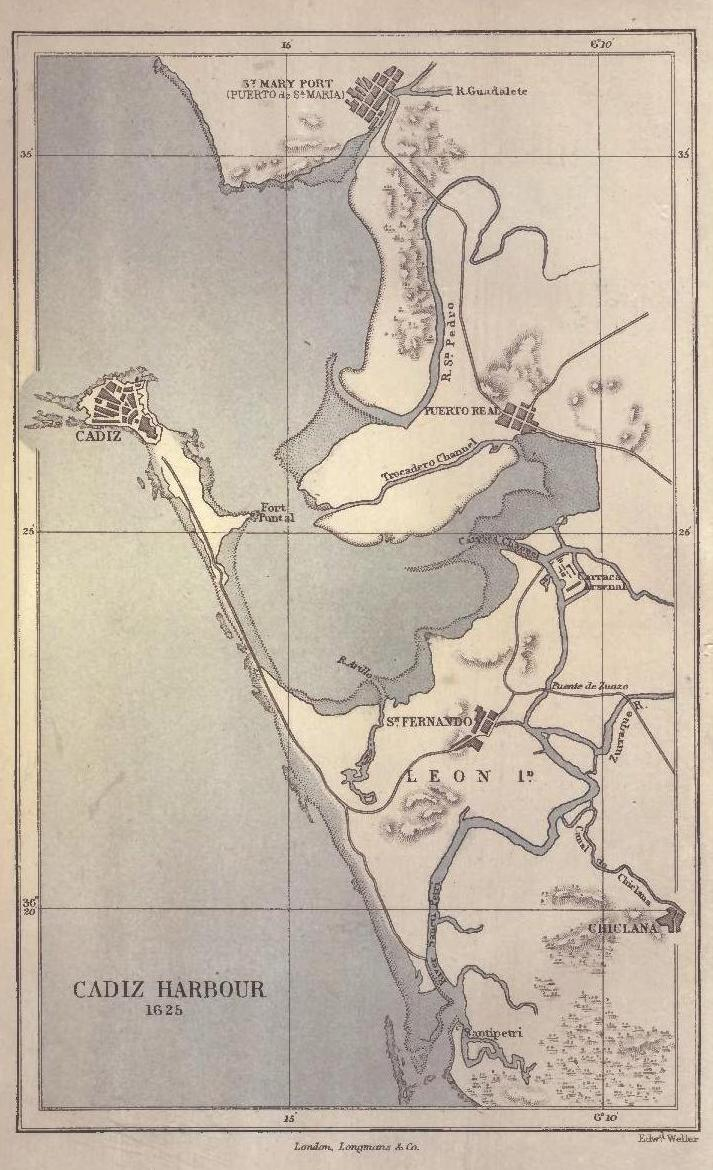
『ジェームズ1世の王位継承から内戦勃発までのイングランドの歴史』における1625年のカディス湾
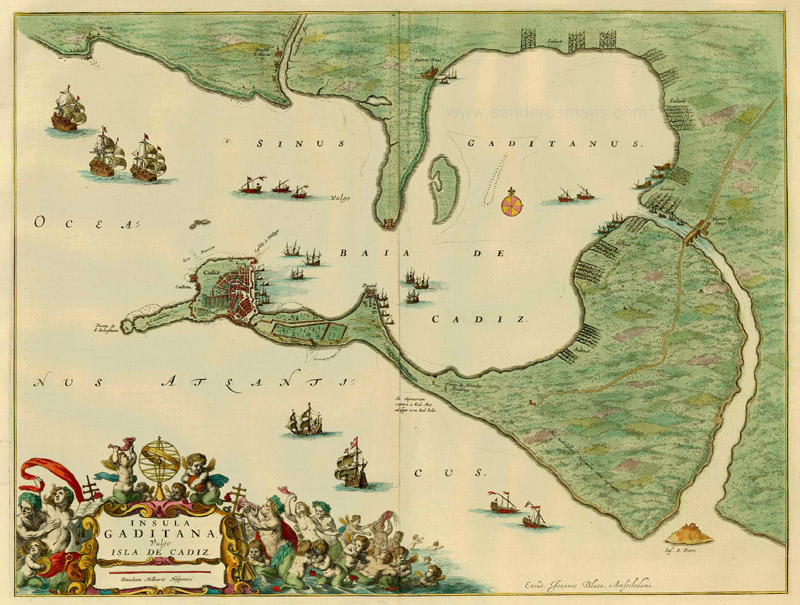
『ブラエウス・グローテン地図帳』（1664年）におけるカディス湾
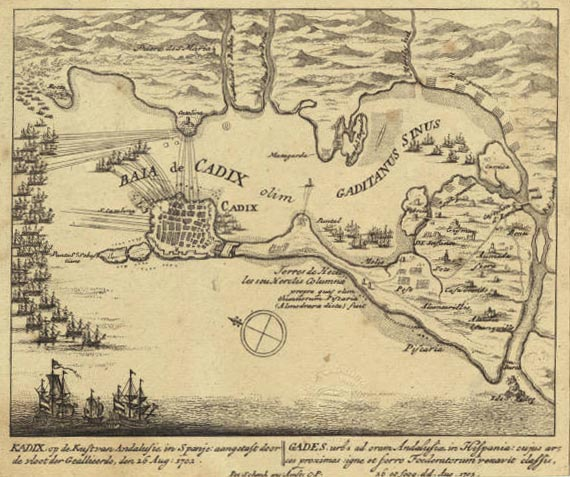
スペイン継承戦争中のカディスの戦い（1702年）
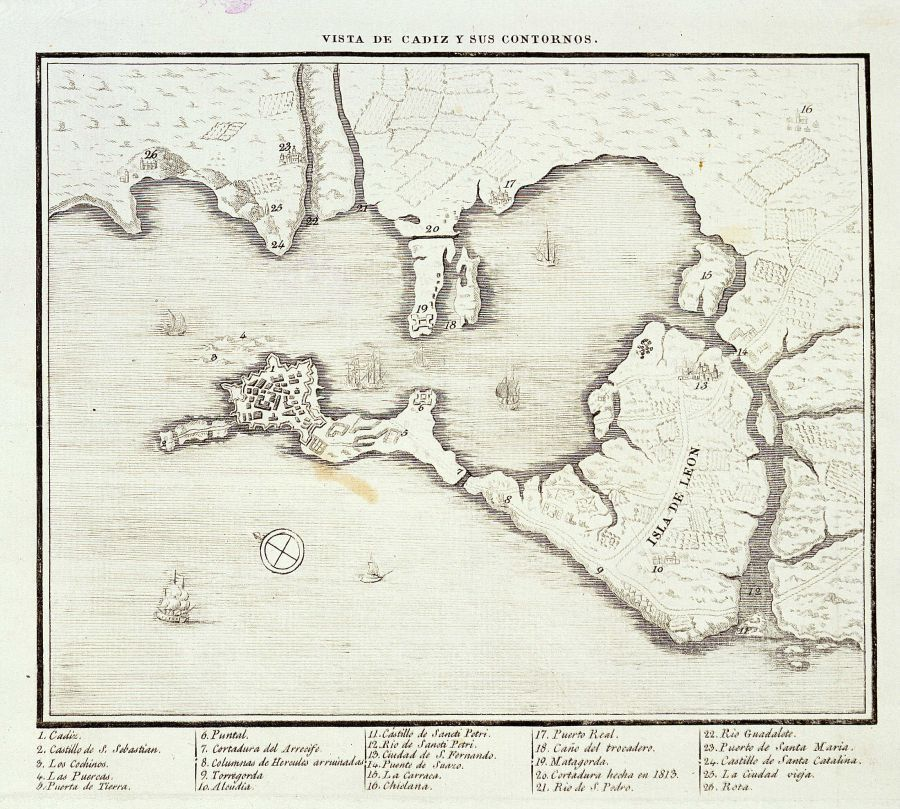
1813年のカディス湾
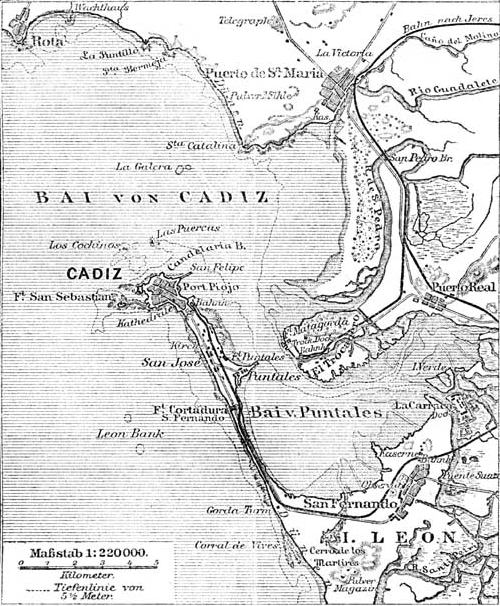
『マイヤー百科事典』第4版（1884年）におけるカディス湾

## 文献
- 谷岡武雄『コンサイス外国地名事典 改定版』三省堂、1995年。
- Alberto Ramos Santana, Javier Maldonado Rosso: Imágenes de la Bahía. La Bahía de Cádiz en su unidad y diversidad a través de la historia. Junta de Andalucía, Sevilla, 1992.